# Банско (Струмица)
Банско (мкд. Банско) је насеље у Северној Македонији, у југоисточном делу државе. Банско је насеље у оквиру општине Струмица.
У Банском се налази позната македонска бања позната као Бања Банско која је постојала још у античко доба. По бањским изворима је и село добило назив.

## Географија
Банско је смештено у југоисточном делу Северне Македоније, близу државне границе са Грчком (7 km јужно од села). Од најближег града, Струмице, насеље је удаљено 12 km југоисточно.
Насеље Банско се налази у историјској области Струмица. Насеље је положено на јужном ободу Струмичког поља, на месту где се оно издиже у прва брда, која ка југу прелазе у планину Беласицу. Надморска висина насеља је приближно 290 метара. 
Месна клима је блажи облик континенталне због близине Егејског мора (жарка лета).

## Становништво
Банско је према последњем попису из 2002. године имало 1.992 становника.
Становништво у селу је етнички мешовито. Главнину чине етнички Македонци (53%) и Турци (45%), а остало су Срби и Роми. До средине 20. века Турци су били већина у насељу, али су се потом у значајном броју спонтано иселили у матицу.
Већинска вероисповест месног становништва је православље, а мањинска ислам.